# Writing-On-Stone Provinspark
Writing-On-Stone Provincial Park (Writing-On-Stone Provinspark) i Alberta, Canada, rummer en rigdom af indiansk klippekunst ridset ind i sandsten, der kun findes mage til få andre steder i det vestlige Nordamerika. Fordelt på mindst otteoghalvtres klippesider:15  findes store slagscener, gengivelser af fodfolk med individuelle skjolde samt illustrationer af både jagt- og fabeldyr. Størsteparten af de flere tusinde:59  indridsede motiver daterer sig fra engang før 1730:25  og frem til 1850.:29 
Motiverne er af både ceremoniel og personlig/historisk art.:59  Shoshone-indianere anses for at være skaberne af de ældste indridsede motiver, mens sortfødderne historisk knytter sig til dette område langs Milk River og står bag flere petroglyffer fra 1800-tallet.

## Parken
Writing-On-Stone Provincial Park ligger ved Milk River i det sydligste Alberta, Canada, blot fire km fra grænsen til Montana i U.S.A. Det er de op til femogtredive meter høje og bizarre sandstensformationer langs floden og ved tre mindre bivandløb, der tiltrækker sig opmærksomhed med deres tusindvis af især indridsede motiver, men også klippemalerier.:3  Dele af den indianske klippekunst her blev fotograferet allerede i 1895,:22  mens parken blev en realitet i 1957.:37  Fra et oprindeligt areal på 453.3 ha dækker parken et område på 1717.87 ha efter en udvidelse syd for Milk River i 1991.:3 
På grund af sandstenens skrøbelighed er visse dele af parken kun tilgængelig for offentligheden på guidede ture.:7  Forskellige måder at beskytte værkerne på er ved at blive testet og tages måske i anvendelse, hvis det møder forståelse blandt sortfødderne, der har en særlig tilknytning til Writing-On-Stone.:58 
Området fik status af National Historic Site i 2004, da arbejdet med en optagelse på UNESCOs Verdensarvsliste (Amerika) også blev påbegyndt.:252 

## Ceremonielle motiver
Af de op mod 700 petroglyffer:23  af menneskelignende skikkelser i forskellige udgaver bærer flere af dem på et torso-stort, rundt skjold. Hver fodkrigers skjold er forsynet med et individuelt design. Skjoldbærerne anses for at være de ældste af de indridsede figurer (fra tidligst år 1300 og frem til cirka 1750). Kunstnerne var sandsynligvis shoshoner, der holdt til på prærien her, før de blev presset væk af sortfødderne, der dominerede området gennem det meste af 1800-tallet.:57 
De indridsede figurer er placeret på gode sandstensflader, hvor de kommer til deres ret, og de er lavet med stor omhu.:50  Visse skjolde er så tæt på perfekt cirkelrunde, at de nok er lavet med en simpel passer af snor, hvis ene ende blev holdt fast i centrum.:23  Figurerne med personlige skjolde med beskyttende motiver, som det er kendt fra historisk tid, er muligvis frembragt af indianere på visionssøgning i de særprægede omgivelser.:57 
Andre motiver, der anses at udspringe af overjordiske oplevelser eller drømmesyn, er f.eks. gengivelsen af fem tordenfugle. Den ene skiller sig ud ved at være malet med rødt på klippevæggen.:36  Næsten 90% af motiverne i Writing-On-Stone er ellers ridset ind i sandstenen med en skarp genstand, måske en benstump, eller kunstneren har skrabet et lag af sandstenen, så figuren fremstår som en svag fordybning i klippen.:16 
Ingen tegninger af heste eller geværer knytter sig til disse petroglyffer, hvilket giver et fingerpeg om deres tidlige tilblivelse.

## Biografiske/historiske motiver
Fra omkring 1775 ændrer motiverne i Writing-On-Stone sig til at være af overvejende biografisk eller historisk art.:49  Kunstnerne viser sig selv besejre indianske fjender:53  eller erobre heste,:35  som det er kendt fra selvbiografiske tegninger på bisonskind og andre materialer i historisk tid. Våben som forladere og endog et sværd ses i brug.:29 
En stor slagscene af et talstærkt angreb på en lejr med fireogtyve tipier fylder over en meter i bredden på en sandstensvæg. Rigdommen af detaljer – ruteangivelser, 115 krigere bevæbnet med bl.a. krigskøller og forladere, faldne mænd med banesår, lejrfolk der søger dækning samt heste med travoiser – giver indtryk af et billedværk over en konkret hændelse skabt af en af de involverede.:29 
Disse nyere gengivelser af virkelige begivenheder er tilsyneladende skabt mere spontant og er mindre grundigt udført end de tidligste værker. Nogle figurer overlapper figurer af andre kunstnere, og de indridsede furer er tit overfladiske og svære at se.:52 
Først og fremmest sortfødderne er knyttet til området her i historisk tid, men folk fra cree-, gros ventre- og assiniboine-stammen kommer også i betragtning som skabere af værker i Writing-On-Stone.:56 

## Andre motiver
Kun fire steder på sandstensklipperne ses der skildringer af jagt til hest. Èt motiv er af klar seksuel karakter, mens en tegning fra sidst i 1800-tallet viser to hængte mænd i nærheden af et par store firkanter, der menes at forestille bygninger; måske et fort.:30 
En særlig petroglyf af en bil har til en forandring en kendt historie og er skabt af en navngivet kunstner. Køretøjet bragte Roland H. Willcomb og sortfødderne Split Ears og Bird Rattle til Writing-On-Stone i september 1924, og for at dokumentere besøget lavede Bird Rattle et billede af bilen i sandstenen.:194 

## Canadisk anerkendelse af de gamle motiver
Nogle af ydermurene på Royal Alberta Museum i Edmonton viser en del af de indridsede figurer i Writing-On-Stone i fri komposition.:252 
Et vindende design til en mønt fremstillet af The Royal Canadian Mint til tusindårsskiftet, tegnet af Lonnie Springer, viser tre petroglyffer fra Writing-On-Stone.:14 